# Kaye Lani Rae Rafko
Kaye Lani Rae Rafko Wilson, née le 26 août 1963 à Monroe, dans le Michigan, aux États-Unis, est couronnée Miss Michigan (en) 1987, puis Miss America 1988.

### Source de la traduction
- (en) Cet article est partiellement ou en totalité issu de l’article de Wikipédia en anglais intitulé « Kaye Lani Rae Rafko » (voir la liste des auteurs).